# Steinmetzkunst auf Gotland

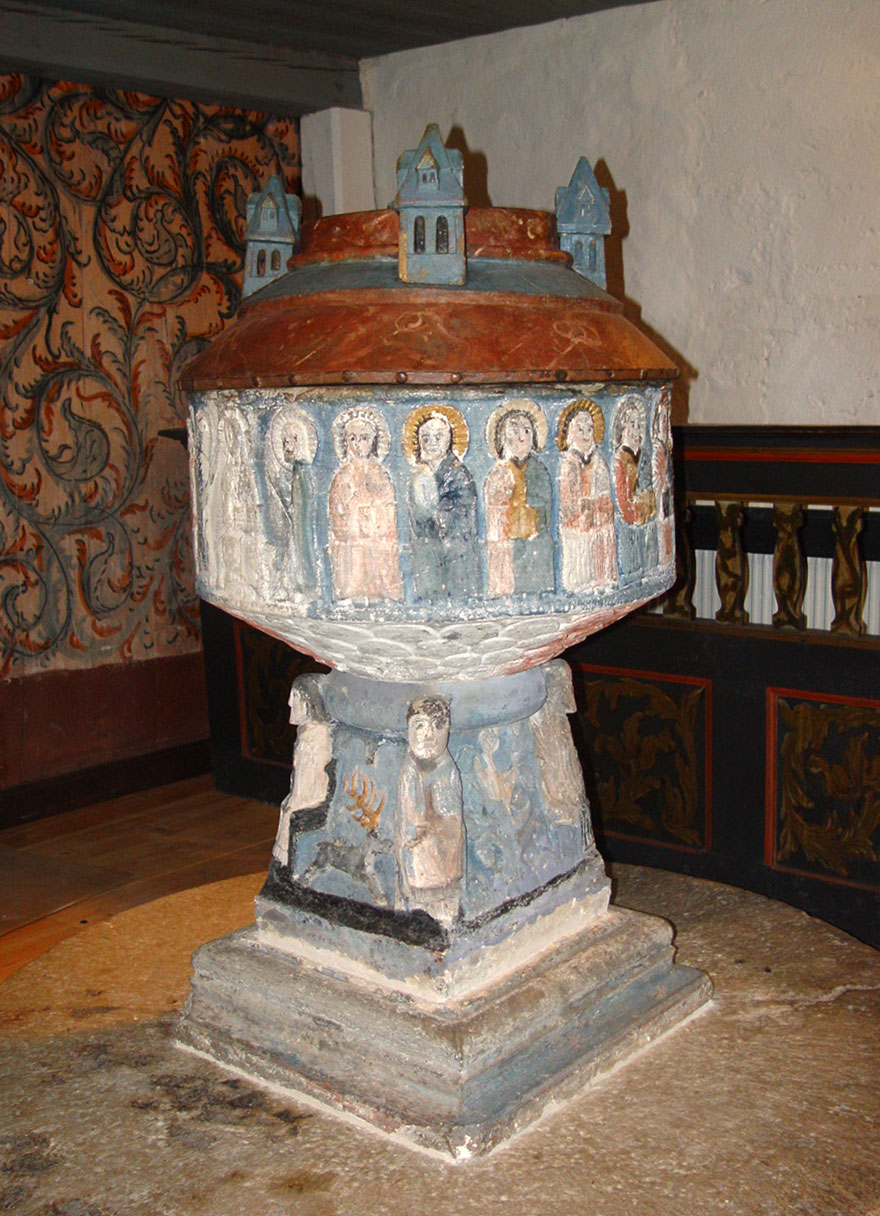
Taufbecken von Sighraf in der Kirche von Bro

Die mittelalterliche Steinmetzkunst auf Gotland wird durch die auch als „Meister von Gotland“ bekannt gewordenen Künstler repräsentiert. Sie begannen ihr Wirken mehrheitlich nach Abschluss der Bauten am Dom zu Lund im Jahre 1145. Die Kunstwerke an und in den Kirchen der Insel sind größtenteils von unbekannten Künstlern geschaffen worden. Ihre Werke gelangten aber auch ins Ausland. Zwei der Steinbildhauer sind namentlich überliefert, Hegwald und Sighraf. Beide schufen vor allem Taufsteine aus gotländischem Kalk- und Sandstein (Sandsteinbrüche bei Kättelvik).
Die Einflüsse der Byzantinischen Kirche auf Gotland sind während des nordischen Mittelalters, das 1050 n. Chr. begann, besonders deutlich. Die Kirchenkunst Gotlands unterschied sich bis Mitte des 13. Jahrhunderts von der der übrigen Ostseeanrainer, einschließlich der vieler Regionen Schwedens. Unter den Utensilien des 11. und 12. Jahrhunderts sind es insbesondere die Kreuzanhäger und Enkolpien, die byzantinischen Mustern folgen. Zum Einfluss der russisch-byzantinischen Kunst auf Gotland muss man wissen, dass es in jener Zeit rege Handelsverbindungen zwischen Gotland und dem Kiewer Reich, ja sogar nach Byzanz gab.
Auch in Schweden ist 2005 anhand der Liljestenar eine Diskussion darüber in Gang gekommen, ob (Süd-)Schweden nicht bis zum Bruch zwischen der katholischen und der orthodoxen Kirche im Jahre 1054 unter östlichem Kircheneinfluss stand. Die „Stavkorshällar“ in einigen Kirchen weisen ebenfalls in diese Richtung. Dieser Einfluss könnte durch Heirat des dänischen Königs Waldemar I. (Dänemark) mit Sophia von Minsk vermittelt worden sein, die auch die Halbschwester Knut V. war.
Ab der Mitte des 13. Jahrhunderts entstanden nur noch bildlose Taufsteine in Kelchform mit so genannten Muschelcuppa. Ein Beispiel findet sich in der Kirche von Martebo. Hierin zeigt sich der normierende Einfluss der Zisterzienser (Kloster Roma) und der Dominikaner und Franziskaner, die sich zu jener Zeit auf der Insel etablierten.

## Taufsteine

Steinmetzkunst auf Gotland
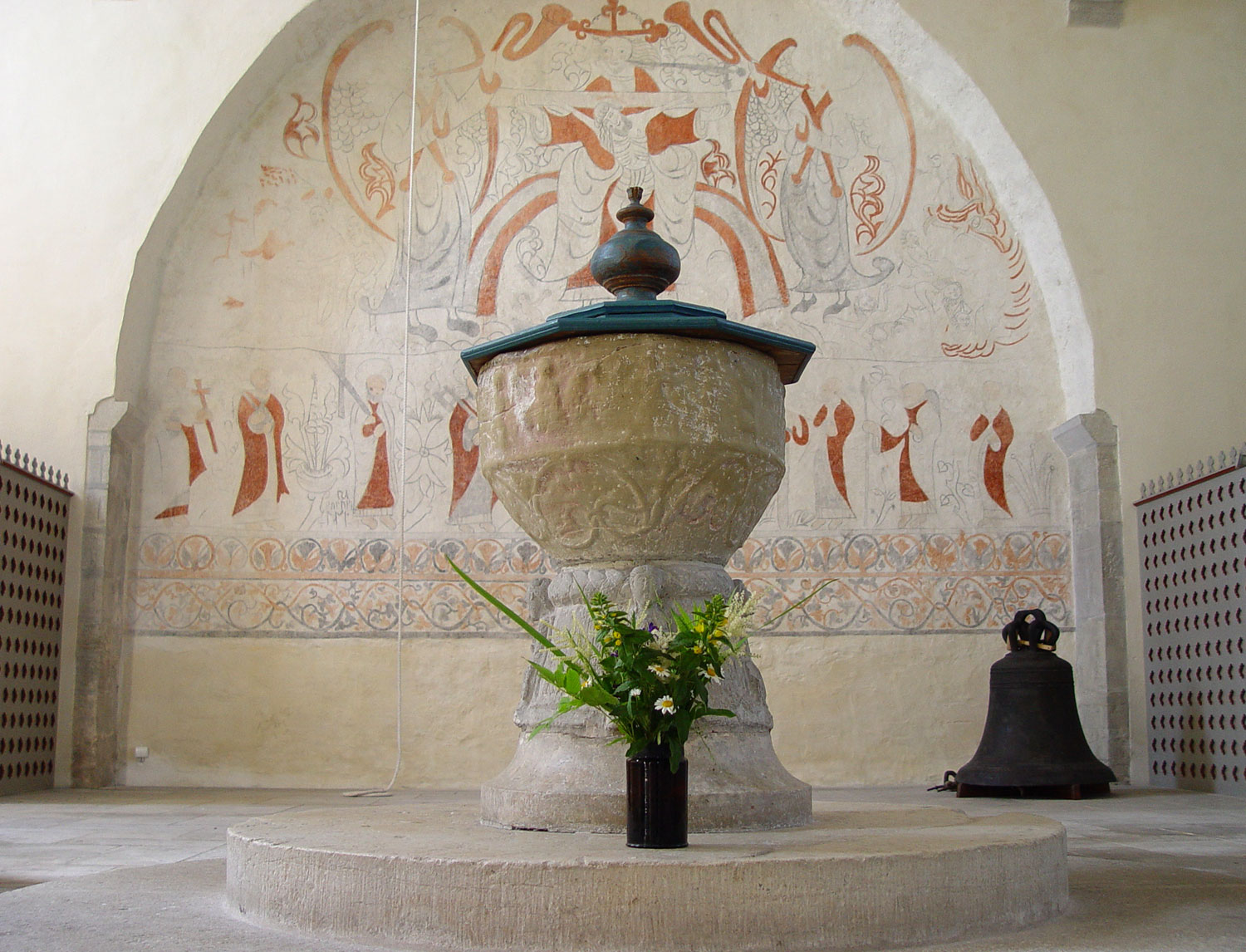
Taufbecken von Sighraf in der Kirche von Lau
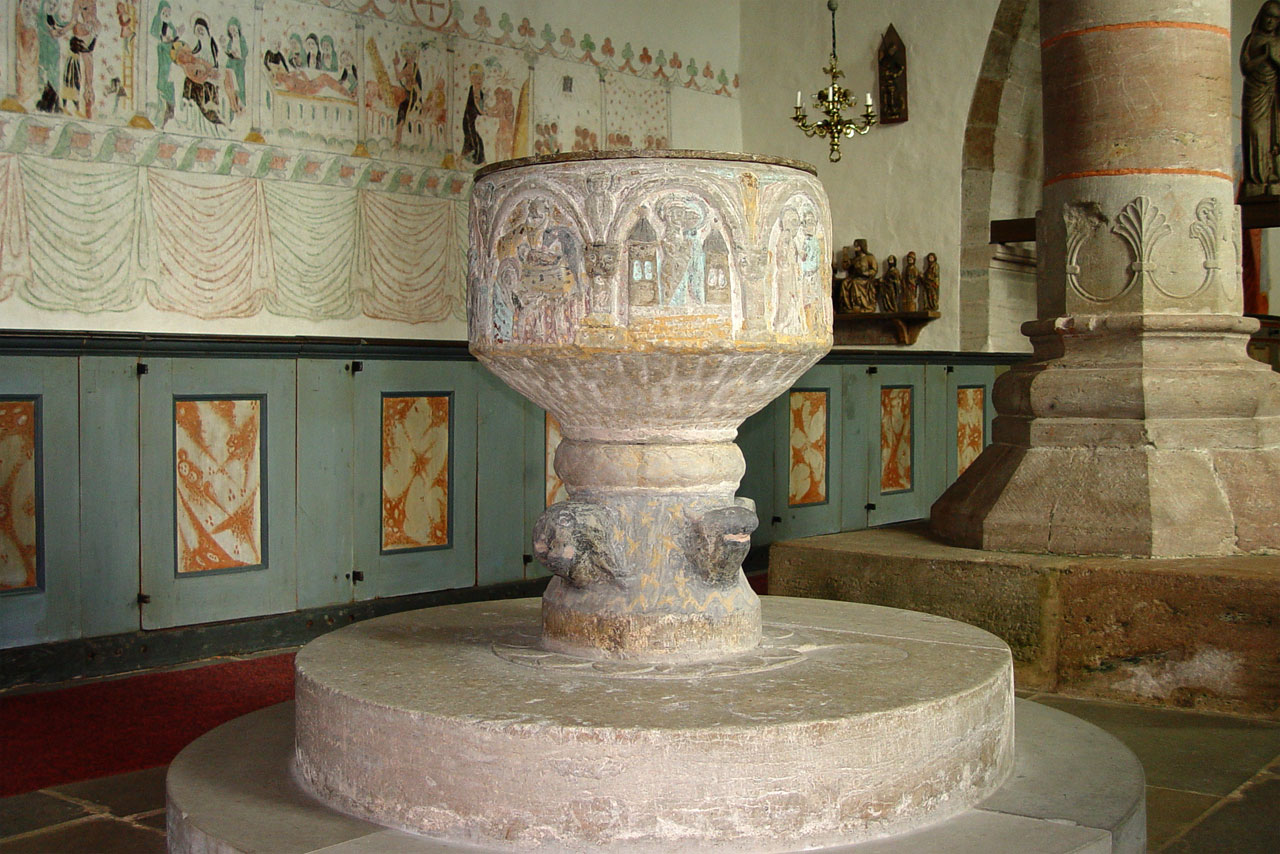
Taufbecken in der Kirche von Hamra von Meister Semi-Byzantios
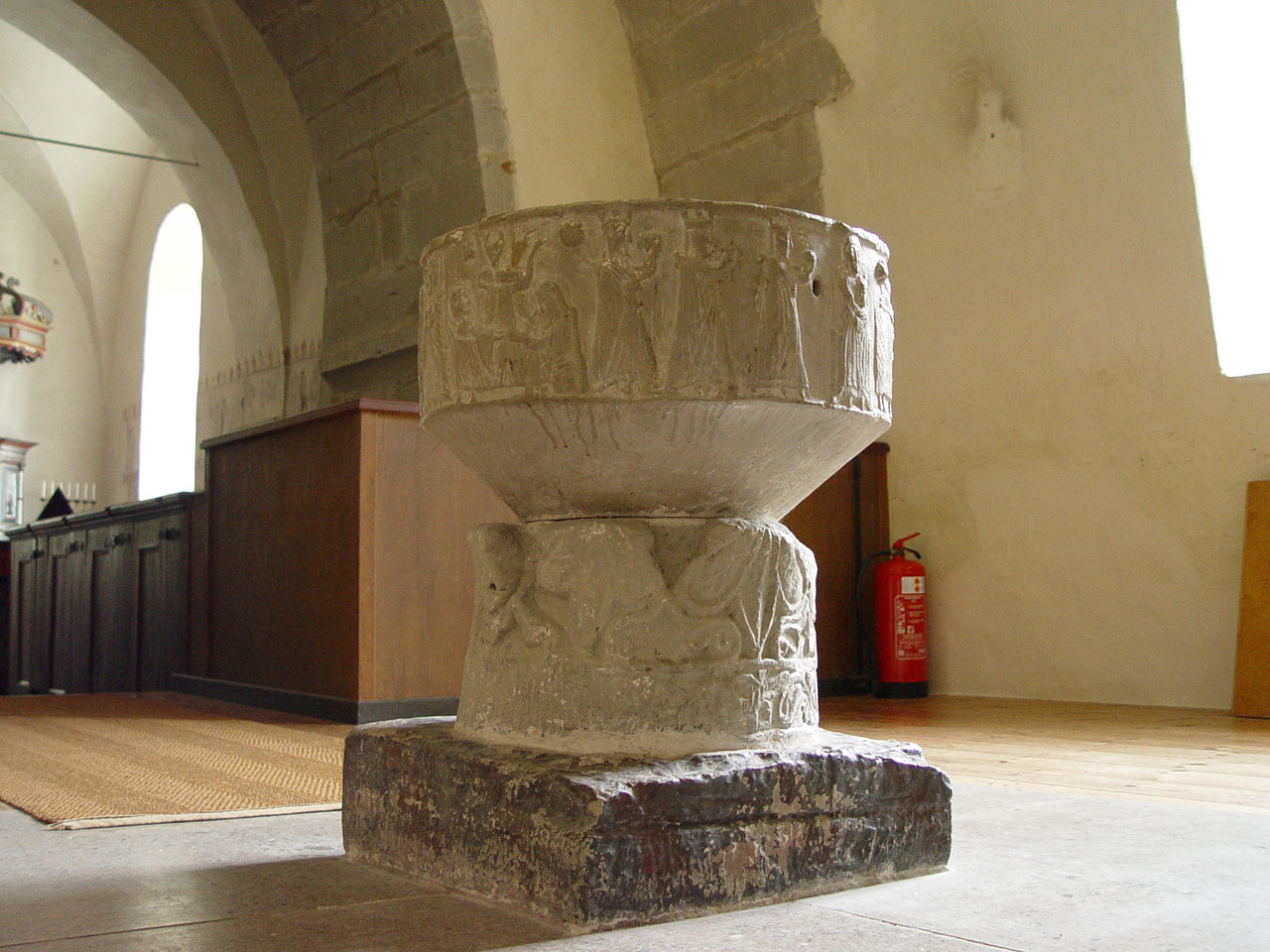
Taufbecken von Sighraf in der Kirche von Eke
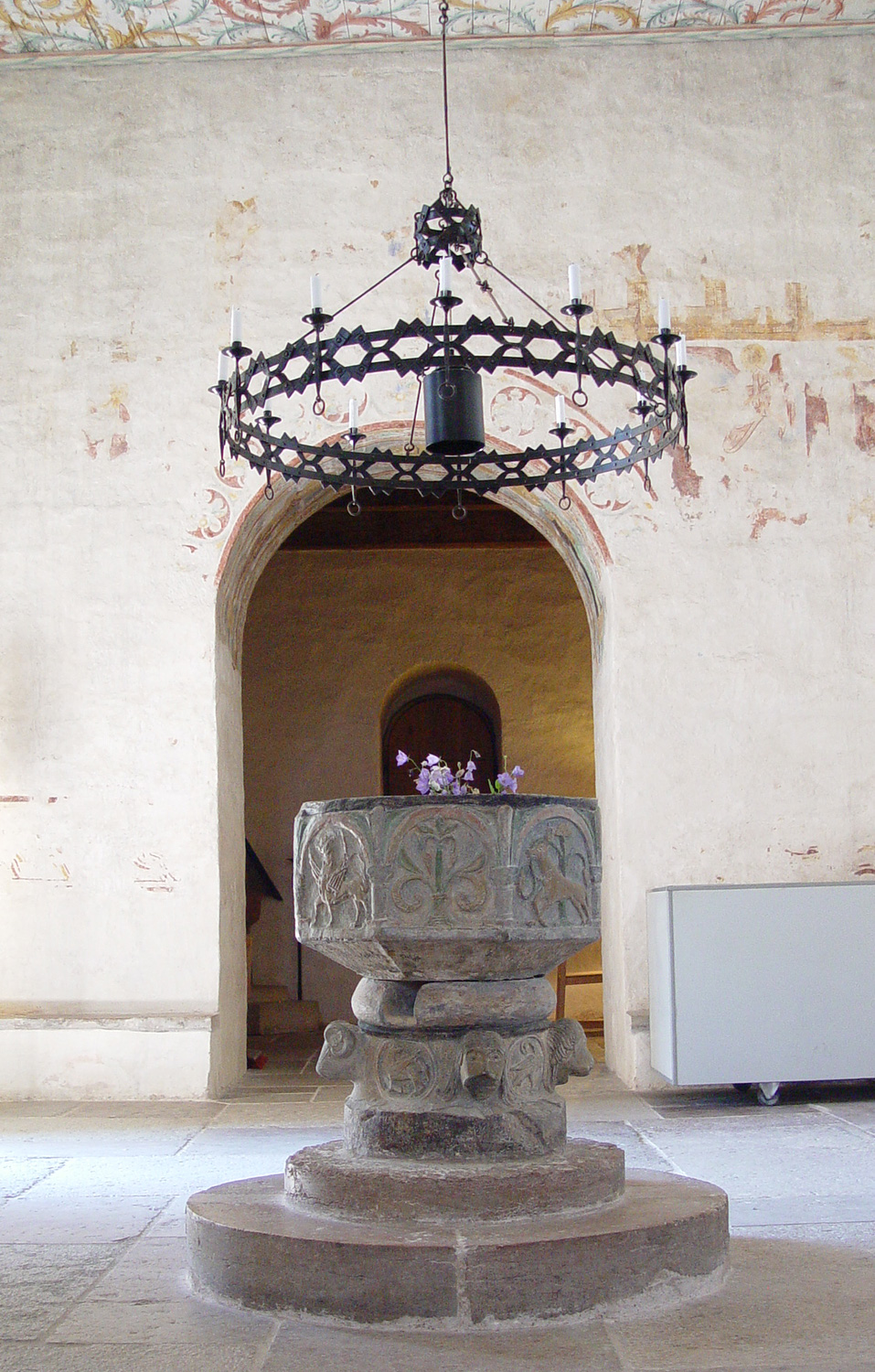
Taufbecken von Byzantios in der Kirche von Garde
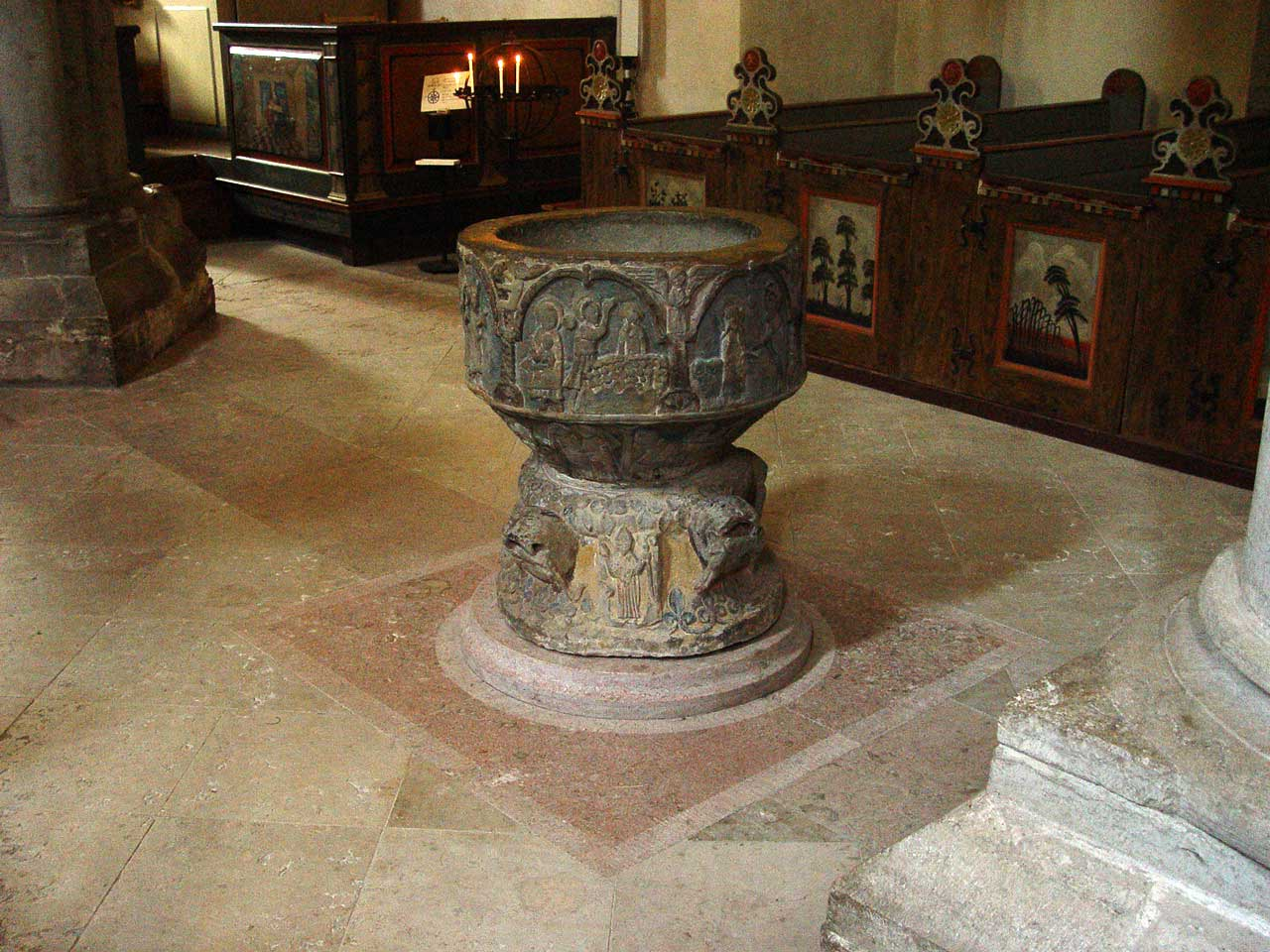
Taufbecken von Majestatis in der Kirche von Stenkyrka

### Hegwald
Hegwald scheint zu den frühen Steinmetzen zu gehören, die auf der Insel arbeiteten, aber nicht von hier stammten. Er war bereits um die Mitte des 12. Jahrhunderts tätig und entwickelte einen sehr ausdrucksstarken Stil, der sich gegen die strenge Klassik des reinen Reliefstils richtete, wie er von jenen Steinmetzen vertreten wurde, die der Erforscher der gotländischen Kirchenkunst, der Kunsthistoriker Johnny Roosval (1879–1965), unter den Namen „Byzantios“ und „Semi-Byzantios“ zusammenfasst.
Typisch für Hegwald ist die Kombination altnordischer und christlicher Stoffe in romanischer Form. Eine Arbeit, in der sein eigentümlicher Stil gut zum Ausdruck kommt, steht in der Kirche von Vänge. Der Taufstein zeigt ausführliche Darstellungen der Schöpfungsgeschichte und des Sündenfalls. Von seiner Kunst zeugen noch acht weitere erhaltene Taufsteine in den Kirchen von Endre, Etelhem, Ganthem, Halla, När, Sjonhem, Stånga und Viklau (alle auf Gotland).
Hegwalds Namenszug in lateinischen Majuskeln entdeckte Roosval auf einem Taufstein der Kirche von Etelhem. Anders als bei der Signatur Sighrafs ist allerdings nicht sicher, ob es sich um den Namen des Meisters oder um den des Stifters des Steines handelt. Dessen ungeachtet etablierte er sich als Name des Steinmetzen in der kunstgeschichtlichen Literatur.

### Sighraf

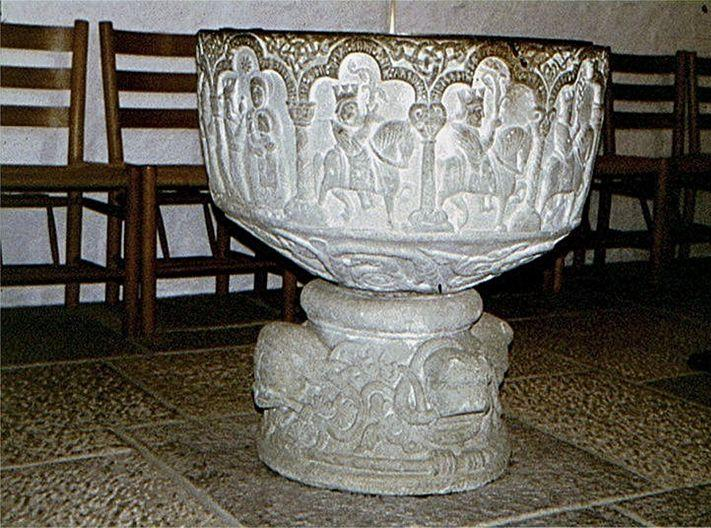
Taufbecken von Sighraf in der Kirche von Åkirkeby auf Bornholm

Sighraf (oder Sighrafr) war ein Schüler des Byzantios. Er arbeitete zwischen 1170 und 1215. Seine Formensprache, die mitunter orientalisch anmutet, ist verhaltener als diejenige des eher „derben“ Hegwald. Seine Werkstatt lag im Süden der Insel. Sein Lieblingsmotiv sind die Heiligen Drei Könige. Taufsteine von ihm oder aus seiner Werkstatt waren in der Regel aus Sandstein gehauen. Sie sind im gesamten Ostseeraum bis nach Norddeutschland verbreitet. Bisher wurden 24 identifiziert, davon nur sechs auf Gotland. Seinen Namen kennen wir aufgrund einer Runeninschrift auf dem Taufstein der Kirche von Åkirkeby auf Bornholm. Dieser Taufstein bildet die Grundlage für die Bestimmung der Werke Sighrafs. Seine Kunst zeigt sich am besten am Taufstein der Kirche von Grötlingbo.

## Andere Künstler
Außer den beiden namentlich bekannten Künstlern gab es solche, die von Roosval nach ihrer Formensprache oder ihren Lieblingsmotiven benannt wurden.

### Byzantios
Byzantios war bereits um 1150 n. Chr. tätig und schuf Kunstwerke im byzantinischen Stil mit dämonischen Fabelwesen und ornamentalen Pflanzenmotiven. Seine Werke, wie das Taufbecken in der Kirche von Garde, erinnern an Reliefs orthodoxer Kirchen in Russland.

Steinmetzkunst auf Gotland
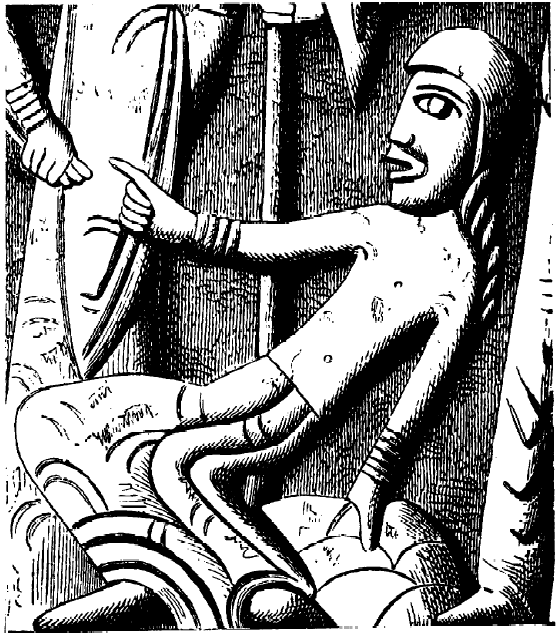
Zeichnung – Details des Taufbeckens in Tryde
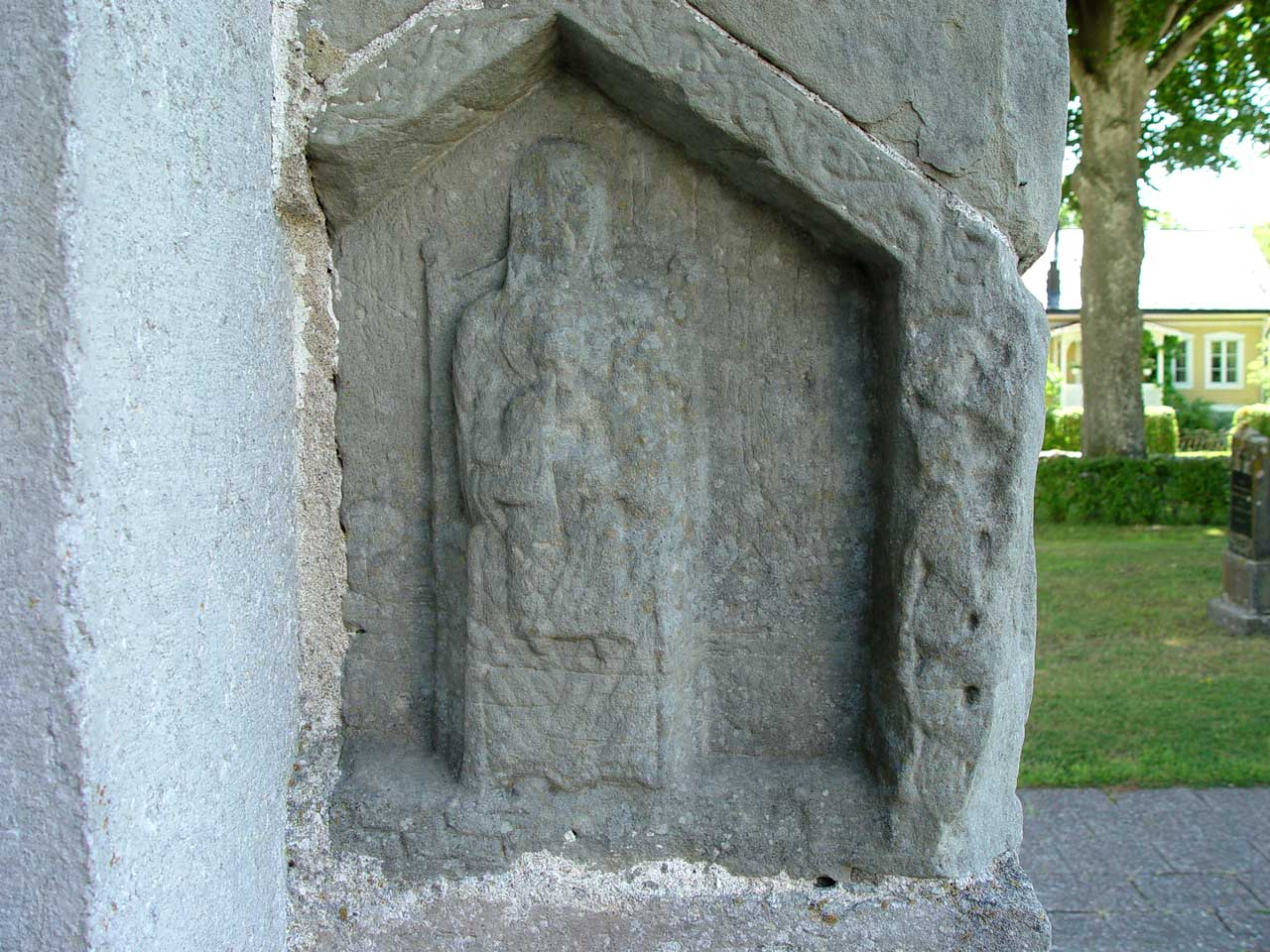
Steinerne Reliquienkiste aus der Werkstatt Sighraf an der Kirche von Lye
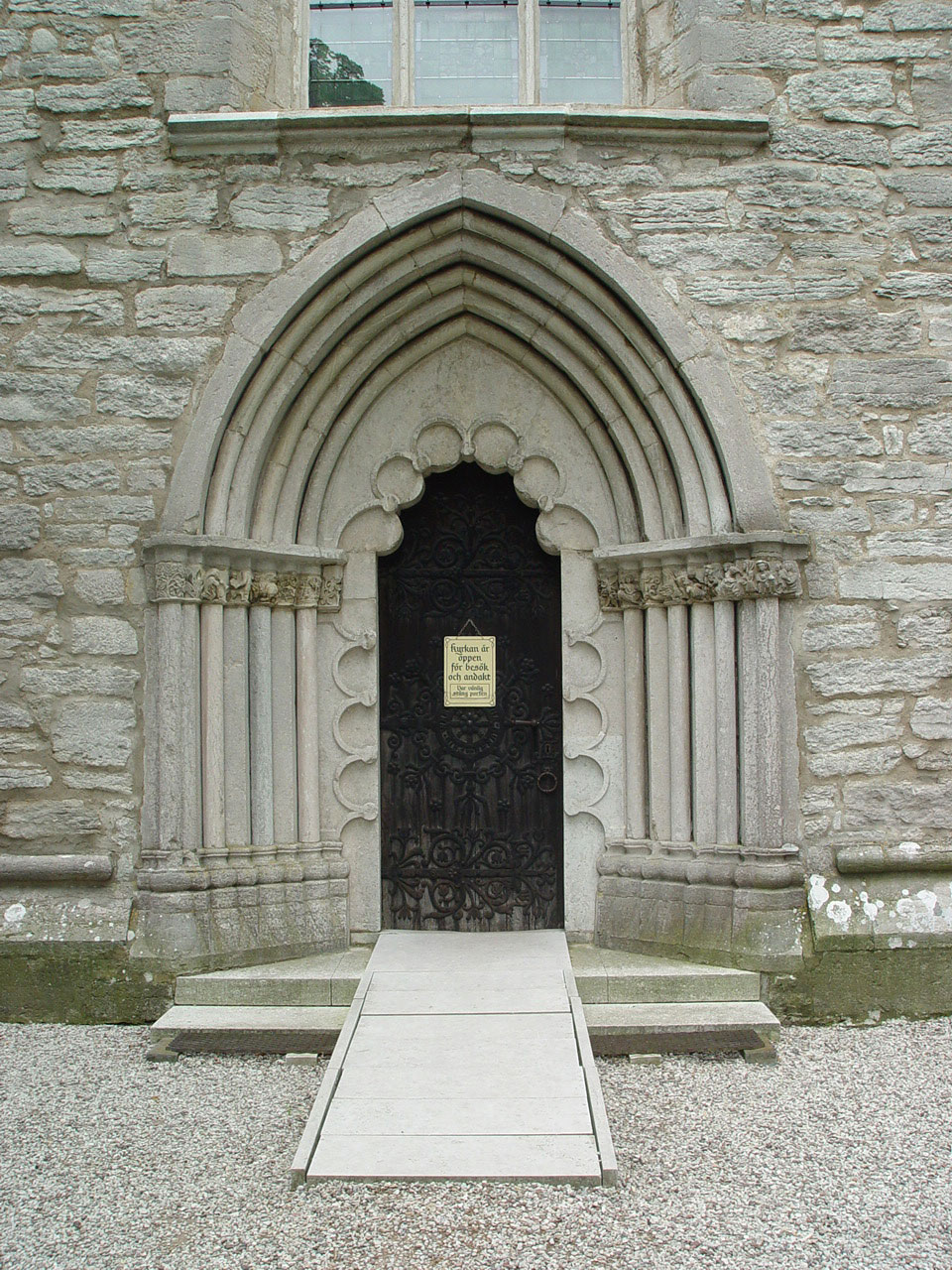
Westportal der Kirche von Dalhem aus der Bauhütte des Egypticus
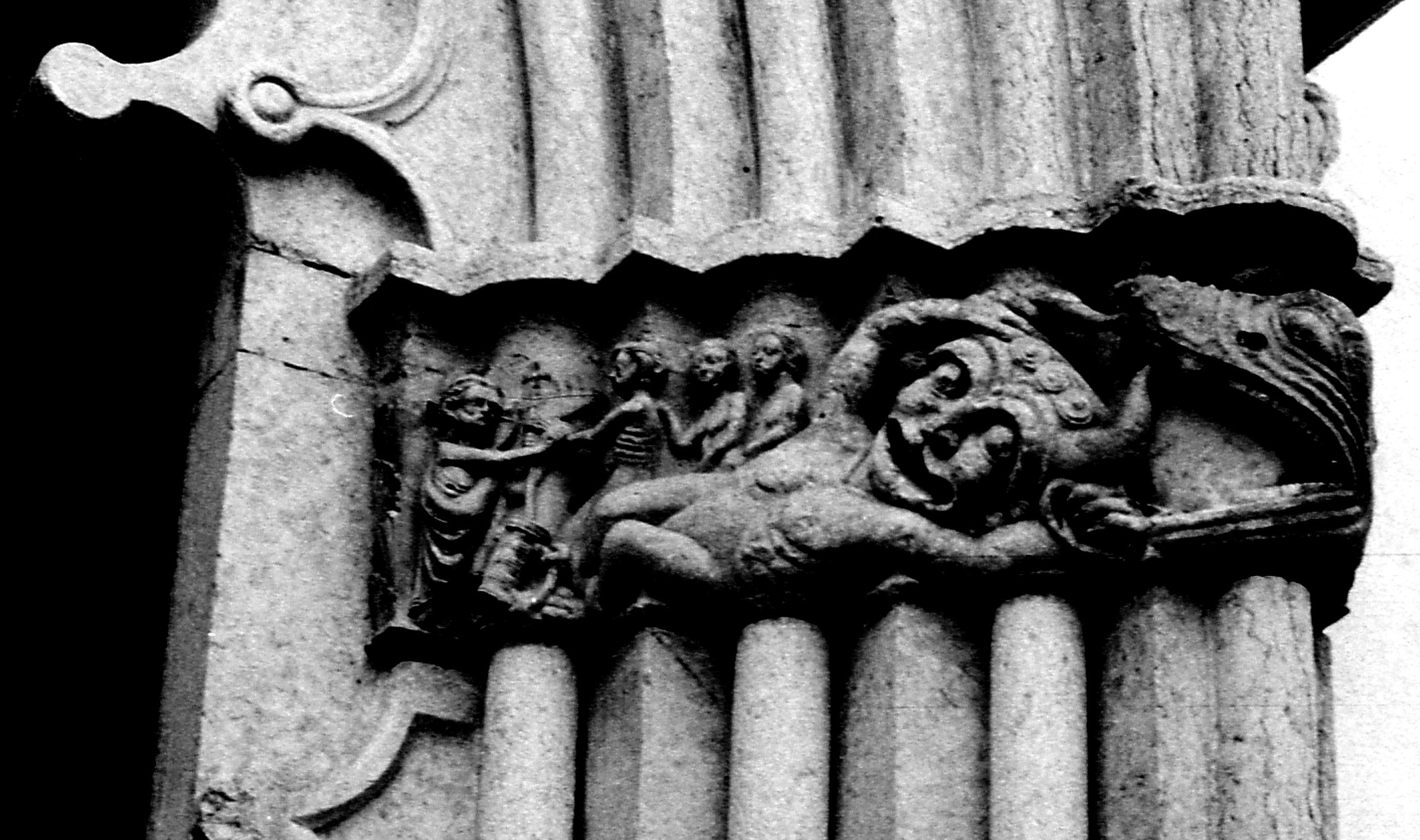
Detail des Portals der Kirche von Martebo

### Majestatis
Der anonyme Meister Majestatis, der von Johnny Roosval so bezeichnet wurde, wirkte um 1160 n. Chr. zunächst in Schonen, später auf Gotland. Es wird angenommen, dass er seine Ausbildung eventuell in Burgund oder im Elsass erhielt. Sein Schaffen zeigen die Taufsteine der Kirchen von Ekeby, Gerum, Lokrume, Stenkyrka, Valleberga (in Schonen) und Väskinde sowie der Kirche in Simris (Gemeinde Simrishamn) in Schonen. Als sein Hauptwerk gilt das Taufbecken in Tryde (Gemeinde Tomelilla in Schonen), das heute in der 1868 neu erbauten Kirche steht. Den Namen erhielt er, weil bei ihm das Majestatis-Domini-Motiv (Christus als Weltenrichter in der Mandorla) im Vordergrund steht. Er wird aber auch als „Meister von Tryde“ bezeichnet.
An den Füßen seiner Taufsteine finden sich dämonische Ungeheuer, ähnlich denen Hegwalds, an der Cuppa des Taufsteins jedoch klar und scharf gemeißelte Figuren unter schematischen Arkadenbögen. Die majestätische Haltung der sowohl im Profil als auch dem Betrachter zugewandten Figuren ist ebenfalls der byzantinischen Formensprache verpflichtet.

## Taufsteine als Exportartikel
In der ersten Hälfte des 13. Jahrhunderts gelangten Taufsteine aus Gotland in größerem Umfang über den Handel der Hanse als Fertigprodukte nach Norddeutschland. Dort gehören sie neben den Grabplatten gleichen Ursprungs oftmals zu den ältesten Einrichtungsgegenständen der Kirchen. In reicheren Kirchgemeinden wurden sie in der Zeit der Gotik teilweise durch Bronzefünten ersetzt. Dies führte dann zur Abgabe der gotländischen Taufbecken an jüngere Kirchgemeinden. So gelangte beispielsweise die gotländische Fünte des Lübecker Doms 1650 durch Verkauf zur Zweitnutzung in die nahegelegene Dorfkirche von Klein Wesenberg.

## Portale und Skulpturen
Zu den kunstgeschichtlich bedeutenden Relikten mittelalterlicher gotländischer Kunst gehören die Portale der Landkirchen. Sie reichen von einfachen, nur durch die Formgebung beeindruckenden Portalen in romanischem Stil bis hin zu reich skulptierten, mit phantasievollem Schmuck versehenen im gotischen Stil. Hier treten drei Künstler hervor, die nach ihrer Motiven benannt wurden, da ihre Namen nicht überliefert sind.

### Neoikonicus
Neoikonicus, der um 1300 eine Reihe figürlicher Kapitellbänder schuf (z. B. in den Kirchen von Bro, Källunge und Kräklingbo).

### Egypticus
Egypticus war Mitte des 14. Jahrhunderts tätig und erscheint auch als Baumeister einiger mächtiger Galerietürme. Ihm wird eine Reihe stattlicher Portale zugeschrieben. Seine schönsten sind wohl die Portalplastiken an der Kirche von Stånga, die ägyptisch anmuten. Das gilt besonders für seine Riesenfratzen (an der Kirche von Grötlingbo) und seine plastischen Darstellungsweise. Sehr schön ist auch sein Portal der Kirche von Gammelgarn mit der Schöpfungsgeschichte von Adam bis Noah. Die Werkstatt des Egypticus war sicher die größte auf Gotland. Die Werke wurden nach Mustern geschaffen, die in jeder Werkstatt Allgemeingut waren. Hierdurch erklärt sich die erstaunliche Ähnlichkeit der Kapitellfriese und Skulpturen dieser Zeit.

### Fabulator
Fabulator schuf Ende des 13. Jahrhunderts faszinierende Szenerien aus volksnahen naiven biblischen Motiven. Besonders hervorzuheben sind seine Portalreliefs an der Kirche von Martebo, die zu den besten hochgotischen Steinmetzarbeiten Gotlands gehören und sehr gut erhalten sind.

### Weitere
Überliefert sind auch Namen bzw. Arbeiten weiterer Meister wie „Calcarius“, der um 1200 die Bauplastik für die Kirche von Tingstäde schuf, oder „Globus“, dem das Langhausportal der Kirche von Alskog (vor 1200) zugeschrieben wird.